# Stazione meteorologica di Ravello
La stazione meteorologica di Ravello è la stazione meteorologica di riferimento relativa alla località di Ravello.

## Coordinate geografiche
La stazione meteo si trova nell'Italia meridionale, in Campania, in provincia di Salerno, nel comune di Ravello, a 315 metri s.l.m. e alle coordinate geografiche 40°39′N 14°37′E.

## Dati climatologici
In base alla media trentennale di riferimento 1961-1990, la temperatura media del mese più freddo, gennaio, si attesta a +7,3 °C; quella del mese più caldo, agosto, è di +23,4 °C .
| Ravello            | Mesi | Mesi | Mesi | Mesi | Mesi | Mesi | Mesi | Mesi | Mesi | Mesi | Mesi | Mesi | Stagioni | Stagioni | Stagioni | Stagioni | Anno |
| Ravello            | Gen  | Feb  | Mar  | Apr  | Mag  | Giu  | Lug  | Ago  | Set  | Ott  | Nov  | Dic  | Inv      | Pri      | Est      | Aut      | Anno |
| ------------------ | ---- | ---- | ---- | ---- | ---- | ---- | ---- | ---- | ---- | ---- | ---- | ---- | -------- | -------- | -------- | -------- | ---- |
| T. max. media (°C) | 10,4 | 11,1 | 13,7 | 17,3 | 21,2 | 25,8 | 28,3 | 28,4 | 24,7 | 20,0 | 15,1 | 12,1 | 11,2     | 17,4     | 27,5     | 19,9     | 19,0 |
| T. min. media (°C) | 4,2  | 4,4  | 6,4  | 9,1  | 12,4 | 16,0 | 18,3 | 18,4 | 16,1 | 12,4 | 8,3  | 6,2  | 4,9      | 9,3      | 17,6     | 12,3     | 11,0 |